# Olympische Sommerspiele 2020/Gewichtheben/Qualifikation
Dieser Artikel beschreibt die Qualifikation für die Wettkämpfe im Gewichtheben bei den Olympischen Sommerspielen 2020. Insgesamt wurden 197 Quotenplätze vergeben.

## Übersicht
| Nation                  | Männer | Männer | Männer | Männer | Männer | Männer  | Männer  | Frauen | Frauen | Frauen | Frauen | Frauen | Frauen | Frauen | Gesamt |
| Nation                  | -61 kg | -67 kg | -73 kg | -81 kg | -96 kg | -109 kg | +109 kg | -49 kg | -55 kg | -59 kg | -64 kg | -76 kg | -87 kg | +87 kg | Gesamt |
| ----------------------- | ------ | ------ | ------ | ------ | ------ | ------- | ------- | ------ | ------ | ------ | ------ | ------ | ------ | ------ | ------ |
| Albanien                |        |        | X      | X      |        |         |         |        |        |        |        |        |        |        | 2      |
| Algerien                |        |        |        |        |        |         | X       |        |        |        |        |        |        |        | 1      |
| Amerikanisch-Samoa      |        |        |        |        |        | X       |         |        |        |        |        |        |        |        | 1      |
| Armenien                |        |        |        |        |        | X       |         |        |        | X      |        |        |        |        | 2      |
| Australien              |        |        | X      |        |        | X       |         |        |        | X      | X      |        |        | X      | 5      |
| Belarus                 |        |        |        |        | X      |         |         |        |        |        |        | X      |        |        | 2      |
| Belgien                 |        |        |        |        |        |         |         | X      |        |        |        |        |        | X      | 2      |
| Botswana                |        |        |        |        |        |         |         |        |        | X      |        |        |        |        | 1      |
| Brasilien               |        |        |        |        |        |         |         | X      |        |        |        |        | X      |        | 2      |
| Bulgarien               |        |        | X      |        |        | X       |         |        |        |        |        |        |        |        | 2      |
| Chile                   |        |        |        | X      |        |         |         |        |        |        |        |        | X      |        | 2      |
| China                   | X      | X      | X      | X      |        |         |         | X      | X      |        |        |        | X      | X      | 8      |
| Chinesisch Taipeh       | X      |        |        |        | X      |         | X       | X      | X      | X      | X      |        |        |        | 7      |
| Deutschland             | X      |        |        | X      |        |         |         |        |        | X      | X      |        |        |        | 4      |
| Dominikanische Republik | X      |        |        | X      |        |         |         | X      |        |        |        |        | X      | X      | 5      |
| Ecuador                 |        |        |        |        |        |         |         |        |        | X      | X      | X      | X      |        | 4      |
| Frankreich              |        | X      |        |        |        |         |         | X      |        | X      |        |        | X      |        | 4      |
| Georgien                | X      | X      |        |        | X      |         | X       |        |        |        |        |        |        |        | 4      |
| Ghana                   |        |        |        |        | X      |         |         |        |        |        |        |        |        |        | 1      |
| Griechenland            |        |        |        |        | X      |         |         |        |        |        |        |        |        |        | 1      |
| Großbritannien          |        |        |        |        |        |         |         |        |        | X      | X      | X      |        | X      | 4      |
| Guatemala               |        |        |        |        |        |         |         |        |        |        |        |        |        | X      | 1      |
| Indien                  |        |        |        |        |        |         |         | X      |        |        |        |        |        |        | 1      |
| Indonesien              | X      | X      | X      |        |        |         |         | X      |        |        |        |        |        | X      | 5      |
| Iran                    |        |        |        |        |        | X       | X       |        |        |        |        |        |        |        | 2      |
| Israel                  |        |        |        |        |        |         | X       |        |        |        |        |        |        |        | 1      |
| Italien                 | X      | X      |        | X      |        |         |         |        |        | X      | X      |        |        |        | 5      |
| Japan                   | X      | X      | X      |        | X      |         |         | X      | X      | X      |        |        |        |        | 7      |
| Kamerun                 |        |        |        |        |        |         |         |        |        |        |        | X      | X      |        | 2      |
| Kanada                  |        |        |        |        | X      |         |         |        | X      | X      | X      | X      |        |        | 5      |
| Kasachstan              | X      |        |        |        |        |         |         |        | X      |        |        |        |        |        | 2      |
| Katar                   |        |        |        |        | X      |         |         |        |        |        |        |        |        |        | 1      |
| Kirgisistan             |        |        |        |        | X      |         |         |        |        |        |        |        |        |        | 1      |
| Kiribati                |        | X      |        |        |        |         |         |        |        |        |        |        |        |        | 1      |
| Kolumbien               |        | X      |        | X      |        |         |         |        |        |        | X      |        |        |        | 3      |
| Kuba                    |        |        |        |        | X      |         |         | X      |        |        | X      |        |        | X      | 4      |
| Lettland                |        |        |        | X      |        | X       |         |        |        |        |        |        |        |        | 2      |
| Libanon                 |        |        |        |        |        |         |         |        |        |        |        | X      |        |        | 1      |
| Litauen                 |        |        |        |        |        | X       |         |        |        |        |        |        |        |        | 1      |
| Madagaskar              | X      | X      |        |        |        |         |         |        |        |        |        |        |        |        | 2      |
| Malta                   |        |        |        |        |        |         |         |        |        |        | X      |        |        |        | 1      |
| Marokko                 |        |        | X      |        |        |         |         |        |        |        |        |        |        |        | 1      |
| Mauritius               |        |        |        |        |        |         |         | X      |        |        |        |        |        |        | 1      |
| Mexiko                  |        | X      | X      |        |        |         |         |        | X      |        |        | X      |        |        | 4      |
| Moldau                  |        |        | X      |        |        |         |         |        |        |        |        |        | X      |        | 2      |
| Mongolei                |        |        |        |        |        |         |         |        |        |        |        |        | X      | X      | 2      |
| Nauru                   |        |        |        |        |        |         |         |        |        |        |        | X      |        |        | 1      |
| Neuseeland              |        |        |        | X      |        |         | X       |        |        |        |        | X      | X      | X      | 5      |
| Nicaragua               |        |        |        |        |        |         |         |        |        |        | X      |        |        |        | 1      |
| Niederlande             |        |        |        |        |        |         | X       |        |        |        |        |        |        |        | 1      |
| Oman                    |        |        |        | X      |        |         |         |        |        |        |        |        |        |        | 1      |
| Österreich              |        |        |        |        |        |         | X       |        |        |        |        |        |        | X      | 2      |
| Pakistan                |        | X      |        |        |        |         |         |        |        |        |        |        |        |        | 1      |
| Palästina               |        |        |        |        | X      |         |         |        |        |        |        |        |        |        | 1      |
| Papua-Neuguinea         | X      |        |        |        |        |         |         | X      |        |        |        |        |        |        | 2      |
| Peru                    | X      |        |        |        |        |         |         |        |        |        |        |        |        |        | 1      |
| Philippinen             |        |        |        |        |        |         |         |        | X      |        | X      |        |        |        | 2      |
| Polen                   |        |        |        |        | X      | X       |         |        | X      |        |        |        |        |        | 3      |
| Refugee Olympic Team    |        |        |        |        | X      |         |         |        |        |        |        |        |        |        | 1      |
| ROC                     |        |        |        |        |        | X       |         | X      |        |        |        |        |        |        | 2      |
| Salomonen               |        |        |        |        |        |         |         |        | X      |        |        |        |        |        | 1      |
| Saudi-Arabien           | X      |        | X      |        |        |         |         |        |        |        |        |        |        |        | 2      |
| Schweden                |        |        |        |        |        |         |         |        |        |        |        | X      |        |        | 1      |
| Spanien                 |        |        | X      | X      |        |         | X       |        |        |        |        |        | X      |        | 4      |
| Südkorea                |        | X      |        |        | X      | X       |         |        | X      |        |        | X      | X      | X      | 7      |
| Syrien                  |        |        |        |        |        |         | X       |        |        |        |        |        |        |        | 1      |
| Tonga                   |        |        |        |        |        |         |         |        |        |        |        |        |        | X      | 1      |
| Tschechien              |        |        |        |        |        |         | X       |        |        |        |        |        |        |        | 1      |
| Tunesien                |        |        | X      | X      |        | X       |         |        | X      |        | X      |        |        |        | 5      |
| Türkei                  |        | X      |        |        |        |         |         |        |        |        | X      |        |        |        | 2      |
| Turkmenistan            |        |        |        | X      |        | X       | X       |        | X      | X      |        |        |        |        | 5      |
| Ukraine                 |        |        |        |        |        |         |         |        | X      |        |        | X      |        |        | 2      |
| Ungarn                  |        |        |        |        |        |         | X       |        |        |        |        |        |        |        | 1      |
| Usbekistan              |        | X      |        |        |        | X       |         |        | X      |        |        | X      |        |        | 4      |
| Venezuela               |        |        | X      |        | X      |         |         |        |        | X      |        |        | X      |        | 4      |
| Vereinigte Staaten      |        |        | X      | X      |        | X       | X       | X      |        |        |        | X      | X      | X      | 8      |
| Vietnam                 | X      |        |        |        |        |         |         |        |        | X      |        |        |        |        | 2      |
| Gesamt: 77 NOKs         | 14     | 14     | 14     | 14     | 15     | 14      | 14      | 14     | 14     | 14     | 14     | 14     | 14     | 14     | 197    |

## Qualifikationskriterien
In jeder Gewichtsklasse gab es 14 Quotenplätze (Ausnahme Halbschwergewicht der Männer: 15 Quotenplätze), die wie folgt vergeben wurden:
- 8 über die IWF Rangliste
- 5 kontinentale Plätze über die Rangliste, hierbei erhält die jeweils beste noch nicht qualifizierte Nation eines Kontinents einen Quotenplatz
- 1 Quotenplatz für die japanische Delegation (insgesamt 6 Gewichtsklassen) oder per Wildcard die von der International Weightlifting Federation (IWF) vergeben wurden (insgesamt 8 Gewichtsklassen)
- 1 Quotenplatz für das Refugee Olympic Team im Halbschwergewicht der Männer

Pro Nation durften maximal acht Athleten gemeldet werden (vier Männer und vier Frauen). Pro Gewichtsklasse durfte jede Nation nur einen Athleten stellen. Die maximale Anzahl von Athleten pro Nation wurde bei einigen Nationen aufgrund von Verstößen gegen Anti-Doping-Bestimmungen begrenzt. Wenn eine Nation zwischen 10 und 19 Verstöße im Zeitraum von den Olympischen Sommerspielen 2008 bis zum Qualifikationsende 2020 hatte, wurde die Teilnehmerzahl auf zwei Männer und zwei Frauen begrenzt. Waren es 20 oder mehr Verstöße, standen der entsprechenden Nation nur zwei Quotenplätze (einer pro Geschlecht) zu.
Mehr als 20 Dopingfälle (maximal 1 Athlet pro Geschlecht):
- ROC (40)
- Aserbaidschan (34)
- Kasachstan (34)
- Belarus (25)
- Armenien (21)
- Thailand (20)

Mehr als 10 Dopingfälle (maximal 2 Athleten pro Geschlecht):
- Bulgarien (19)
- Ukraine (18)
- Usbekistan (17)
- Türkei (15)
- Moldau (14)
- Indien (13)
- Iran (13)
- Albanien (11)
- Venezuela (11)
- Mexiko

Ausgeschlossen wegen zu vieler Disqualifikationen:
- Thailand
- Malaysia
- Ägypten
- Rumänien

Die Quotenplätze wurden dem jeweiligen Athleten zugesprochen. Die sechs Quotenplätze als Gastnation, konnte das Japanische Olympische Komitee auf die verschiedenen Gewichtsklassen verteilen. Wenn sich japanische Gewichtheber durch die Rangliste qualifizierten, sank die Anzahl der Quotenplätze, die ihnen als Gastgeber zu standen. Das heißt, diese Quotenplätze der Gastgeber wurden nur genutzt, wenn sich weniger als drei Männer und drei Frauen aus Japan qualifiziert hatten. Nicht genutzte Plätze wurden über die Weltrangliste neu vergeben.
Ranglistenpunkte konnten bei verschiedenen Wettkämpfen erzielt werden, dabei sind die Wettkämpfe von verschiedener Wertung (Ergebnisse bei einem Gold-Level Wettkampf wurden mit 1,1 multipliziert, Silber-Level mit 1,05 und Bronze-Level 1,0). Die besten Ergebnisse in jedem der drei Zeiträume (1. November 2018 bis 30. April 2019; 1. Mai 2019 bis 31. Oktober 2019; 1. November 2019 bis 31. Mai 2021) wurden zusammen mit dem insgesamt besten Ergebnis berücksichtigt. Um sich zu qualifizieren, musste ein Athlet in jedem der drei Zeiträume an mindestens einem Wettkampf teilgenommen haben. Außerdem musste er an mindestens sechs Wettkämpfen insgesamt und an mindestens einem Gold-Level und einem weiteren Gold- oder Silber-Level Wettkampf teilgenommen haben. Diese Einschränkungen wurden für Athleten, die Quotenplätze des Gastgeberlandes (ein Wettkampf und ein Gold- oder Silber-Level Wettkampf) oder eine Wildcard (insgesamt zwei Wettkämpfe, darunter mindestens ein Gold- oder Silber-Level Wettkampf) erhielten, gelockert.
Die Level unterteilten sich wie folgt:
- Gold-Level: Welt- und Kontinentalmeisterschaften
- Silver-Level: IWF Wettkämpfe, Multisportveranstaltungen
- Bronze-Level: weitere internationale Wettkämpfe

## Zeitplan

### Gold-Level
| Wettbewerb                              | Datum                    | Ort             |
| --------------------------------------- | ------------------------ | --------------- |
| Weltmeisterschaften 2018                | 1. – 10. November 2018   | Aşgabat         |
| Europameisterschaften 2019              | 6. – 13. April 2019      | Batumi          |
| Asienmeisterschaften 2019               | 20. – 30. April 2019     | Ningbo          |
| Panamerikameisterschaften 2019          | 23. – 27. April 2019     | Guatemala-Stadt |
| Afrikameisterschaften 2019              | 25. – 29. April 2019     | Kairo           |
| Junioren-Panamerikameisterschaften 2019 | 20. – 28. Mai 2019       | Havanna         |
| Junioren-Weltmeisterschaften 2019       | 1. – 8. Juli 2019        | Suva            |
| Junioren-Europameisterschaften 2019     | 7. – 15. Juli 2019       | Chișinău        |
| Ozeanienmeisterschaften 2019            | 9. – 14. Juli 2019       | Apia            |
| Junioren-Ozeanienmeisterschaften 2019   | 9. – 14. Juli 2019       | Apia            |
| Weltmeisterschaften 2019                | 18. – 27. September 2019 | Pattaya         |
| Junioren-Asienmeisterschaften 2019      | 20. – 27. Oktober 2019   | Pjöngjang       |
| Junioren-Asienmeisterschaften 2019      | 13. – 19. Februar 2020   | Taschkent       |
| Europameisterschaften 2021              | 3. – 11. April 2021      | Moskau          |
| Asienmeisterschaften 2020               | 16. – 25. April 2021     | Taschkent       |
| Panamerikameisterschaften 2020          | 18. – 25. April 2021     | Santo Domingo   |
| Afrikameisterschaften 2021              | 16. – 22. Mai 2021       | Antananarivo    |
| Junioren-Weltmeisterschaften 2021       | 23. – 31. Mai 2021       | Taschkent       |

### Silber-Level
| Wettbewerb                                       | Datum                            | Ort           |
| ------------------------------------------------ | -------------------------------- | ------------- |
| EGAT's Cup 2019                                  | 7. – 10. Februar 2019            | Chiang Mai    |
| IWF Weltcup 2019                                 | 22. – 27. Februar 2019           | Fuzhou        |
| International Fajr Cup 2019                      | 1. – 5. März 2019                | Teheran       |
| Afrikanische Regionalmeisterschaften Zone 2 2019 | 2. – 7. März 2019                | Nairobi       |
| IWF Grand Prix – ODESUR CSLP 2019                | 11. – 12. Mai 2019               | Lima          |
| Japan-China-Korea Freundschaftsturnier 2019      | 6. – 7. Juli 2019                | Tokio         |
| Panamerikanische Spiele 2019                     | 27. – 30. Juli 2019              | Lima          |
| Pazifikspiele 2019                               | 9. – 14. Juli 2019               | Apia          |
| Mittelmeer Cup 2019                              | 4. – 6. Oktober 2019             | Serravalle    |
| Südasienspiele 2019                              | 30. November – 10. Dezember 2019 | Olongapo City |

## Männer

### Bantamgewicht (bis 61 kg)
| Qualifikation über             | Plätze | Nation                  | Athlet                 |
| ------------------------------ | ------ | ----------------------- | ---------------------- |
| IWF Weltrangliste              | 8      | China                   | Li Fabin               |
| IWF Weltrangliste              | 8      | Indonesien              | Eko Yuli Irawan        |
| IWF Weltrangliste              | 8      | Vietnam                 | Thạch Kim Tuấn         |
| IWF Weltrangliste              | 8      | Kolumbien               | Francisco Mosquera     |
| IWF Weltrangliste              | 8      | Japan                   | Yoichi Itokazu         |
| IWF Weltrangliste              | 8      | Georgien                | Schota Mischwelidse    |
| IWF Weltrangliste              | 8      | Deutschland             | Simon Brandhuber       |
| IWF Weltrangliste              | 8      | Türkei                  | Ferdi Hardal           |
| IWF Weltrangliste              | 8      | Kasachstan              | Igor Son               |
| IWF Weltrangliste              | 8      | Saudi-Arabien           | Seraj Alsaleem         |
| IWF Weltrangliste – Afrika     | 1      | Madagaskar              | Eric Andriantsitohaina |
| IWF Weltrangliste – Amerika    | 1      | Dominikanische Republik | Luis García            |
| IWF Weltrangliste – Asien      | 1      | Chinesisch Taipeh       | Kao Chan-hung          |
| IWF Weltrangliste – Europa     | 1      | Italien                 | Davide Ruiu            |
| IWF Weltrangliste – Ozeanien   | 1      | Papua-Neuguinea         | Morea Baru             |
| Neuverteilung der Quotenplätze | 1      | Peru                    | Marcos Rojas           |
| Gesamt                         | 14     | 14                      | 14                     |

### Federgewicht (bis 67 kg)
| Qualifikation über           | Plätze | Nation     | Athlet                       |
| ---------------------------- | ------ | ---------- | ---------------------------- |
| IWF Weltrangliste            | 8      | China      | Chen Lijun                   |
| IWF Weltrangliste            | 8      | Usbekistan | Adhamjon Ergashev            |
| IWF Weltrangliste            | 8      | Kolumbien  | Luis Javier Mosquera         |
| IWF Weltrangliste            | 8      | Türkei     | Muhammed Furkan Özbek        |
| IWF Weltrangliste            | 8      | Italien    | Mirko Zanni                  |
| IWF Weltrangliste            | 8      | Japan      | Mitsunori Konnai             |
| IWF Weltrangliste            | 8      | Frankreich | Bernardin Matam              |
| IWF Weltrangliste            | 8      | Indonesien | Deni                         |
| IWF Weltrangliste – Afrika   | 1      | Madagaskar | Tojonirina Andriantsitohaina |
| IWF Weltrangliste – Amerika  | 1      | Mexiko     | Jonathan Muñoz               |
| IWF Weltrangliste – Asien    | 1      | Südkorea   | Han Myeong-mok               |
| IWF Weltrangliste – Europa   | 1      | Georgien   | Goga Tschcheidse             |
| IWF Weltrangliste – Ozeanien | 1      | Samoa      | Vaipava Ioane                |
| IWF Weltrangliste – Ozeanien | 1      | Kiribati   | Ruben Katoatau               |
| Wildcard                     | 1      | Pakistan   | Talha Talib                  |
| Gesamt                       | 14     | 14         | 14                           |

### Leichtgewicht (bis 73 kg)
| Qualifikation über             | Plätze | Nation             | Athlet                |
| ------------------------------ | ------ | ------------------ | --------------------- |
| IWF Weltrangliste              | 8      | China              | Shi Zhiyong           |
| IWF Weltrangliste              | 8      | Vereinigte Staaten | Clarence Cummings     |
| IWF Weltrangliste              | 8      | Bulgarien          | Boschidar Andreew     |
| IWF Weltrangliste              | 8      | Venezuela          | Julio Mayora          |
| IWF Weltrangliste              | 8      | Albanien           | Briken Calja          |
| IWF Weltrangliste              | 8      | Tunesien           | Karem Ben Hnia        |
| IWF Weltrangliste              | 8      | Japan              | Masanori Miyamoto     |
| IWF Weltrangliste              | 8      | Südkorea           | Won Jeong-sik         |
| IWF Weltrangliste              | 8      | Moldau             | Marin Robu            |
| IWF Weltrangliste – Afrika     | 1      | Marokko            | Abderrahim Moum       |
| IWF Weltrangliste – Amerika    | 1      | Mexiko             | Jorge Cárdenas        |
| IWF Weltrangliste – Asien      | 1      | Indonesien         | Rahmat Erwin Abdullah |
| IWF Weltrangliste – Europa     | 1      | Spanien            | David Sánchez         |
| IWF Weltrangliste – Ozeanien   | 1      | Australien         | Brandon Wakeling      |
| Neuverteilung der Quotenplätze | 1      | Saudi-Arabien      | Mahmoud Al-Humayd     |
| Gesamt                         | 14     | 14                 | 14                    |

### Mittelgewicht (bis 81 kg)
| Qualifikation über             | Plätze | Nation                  | Athlet                 |
| ------------------------------ | ------ | ----------------------- | ---------------------- |
| IWF Weltrangliste              | 8      | China                   | Lü Xiaojun             |
| IWF Weltrangliste              | 8      | Kolumbien               | Brayan Rodallegas      |
| IWF Weltrangliste              | 8      | Italien                 | Antonino Pizzolato     |
| IWF Weltrangliste              | 8      | Dominikanische Republik | Zacarías Bonnat        |
| IWF Weltrangliste              | 8      | Turkmenistan            | Rejepbaý Rejepow       |
| IWF Weltrangliste              | 8      | Vereinigte Staaten      | Harrison Maurus        |
| IWF Weltrangliste              | 8      | Lettland                | Ritvars Suharevs       |
| IWF Weltrangliste              | 8      | Deutschland             | Nico Müller            |
| IWF Weltrangliste – Afrika     | 1      | Tunesien                | Ramzi Bahloul          |
| IWF Weltrangliste – Amerika    | 1      | Chile                   | Arley Méndez           |
| IWF Weltrangliste – Asien      | 0      | –                       | –                      |
| IWF Weltrangliste – Europa     | 1      | Spanien                 | Andrés Mata            |
| IWF Weltrangliste – Ozeanien   | 1      | Neuseeland              | Cameron McTaggart      |
| Wildcard                       | 1      | Oman                    | Amur Salim Al-Khanjari |
| Neuverteilung der Quotenplätze | 1      | Albanien                | Erkand Qerimaj         |
| Gesamt                         | 14     | 14                      | 14                     |

### Halbschwergewicht (bis 96 kg)
| Qualifikation über             | Plätze | Nation               | Athlet                |
| ------------------------------ | ------ | -------------------- | --------------------- |
| IWF Weltrangliste              | 8      | Katar                | Fares Ibrahim         |
| IWF Weltrangliste              | 8      | Kolumbien            | Jhonatan Rivas        |
| IWF Weltrangliste              | 8      | Belarus              | Jauheni Zichanzou     |
| IWF Weltrangliste              | 8      | Georgien             | Anton Plesnoi         |
| IWF Weltrangliste              | 8      | Kanada               | Boady Santavy         |
| IWF Weltrangliste              | 8      | Südkorea             | Yu Dong-ju            |
| IWF Weltrangliste              | 8      | Venezuela            | Keydomar Vallenilla   |
| IWF Weltrangliste              | 8      | Japan                | Toshiki Yamamoto      |
| IWF Weltrangliste              | 8      | Griechenland         | Theodoros Iakovidis   |
| IWF Weltrangliste – Afrika     | 1      | Ghana                | Christian Amoah       |
| IWF Weltrangliste – Amerika    | 1      | Kuba                 | Olfides Sáez          |
| IWF Weltrangliste – Asien      | 1      | Kirgisistan          | Bekdoloot Rassulbekow |
| IWF Weltrangliste – Europa     | 1      | Polen                | Bartłomiej Adamus     |
| IWF Weltrangliste – Ozeanien   | 0      | Samoa                | Don Opeloge           |
| Wildcard                       | 1      | Palästina            | Mohammed Hamada       |
| IOC Einladung                  | 1      | Refugee Olympic Team | Cyrille Tchatchet     |
| Neuverteilung der Quotenplätze | 1      | Chinesisch Taipeh    | Chen Po-jen           |
| Gesamt                         | 15     | 15                   | 15                    |

### Schwergewicht (bis 109 kg)
| Qualifikation über             | Plätze | Nation             | Athlet              |
| ------------------------------ | ------ | ------------------ | ------------------- |
| IWF Weltrangliste              | 8      | Armenien           | Simon Martirosjan   |
| IWF Weltrangliste              | 8      | Usbekistan         | Akbar Joʻrayev      |
| IWF Weltrangliste              | 8      | ROC                | Timur Nanijew       |
| IWF Weltrangliste              | 8      | Iran               | Ali Hashemi         |
| IWF Weltrangliste              | 8      | Polen              | Arkadiusz Michalski |
| IWF Weltrangliste              | 8      | Lettland           | Artūrs Plēsnieks    |
| IWF Weltrangliste              | 8      | Bulgarien          | Christo Christow    |
| IWF Weltrangliste              | 8      | Südkorea           | Jin Yun-seong       |
| IWF Weltrangliste – Afrika     | 1      | Tunesien           | Aymen Bacha         |
| IWF Weltrangliste – Amerika    | 1      | Vereinigte Staaten | Wesley Kitts        |
| IWF Weltrangliste – Asien      | 1      | Turkmenistan       | Öwez Öwezow         |
| IWF Weltrangliste – Europa     | 0      | Ukraine            | Roman Saizew        |
| IWF Weltrangliste – Ozeanien   | 1      | Australien         | Matthew Lydement    |
| Wildcard                       | 1      | Amerikanisch-Samoa | Tanumafili Jungblut |
| Neuverteilung der Quotenplätze | 1      | Litauen            | Arnas Šidiškis      |
| Gesamt                         | 14     | 14                 | 14                  |

### Superschwergewicht (über 109 kg)
| Qualifikation über             | Plätze | Nation             | Athlet                |
| ------------------------------ | ------ | ------------------ | --------------------- |
| IWF Weltrangliste              | 8      | Georgien           | Lascha Talachadse     |
| IWF Weltrangliste              | 8      | Iran               | Ali Davoudi           |
| IWF Weltrangliste              | 8      | Brasilien          | Fernando Reis         |
| IWF Weltrangliste              | 8      | Syrien             | Man Asaad             |
| IWF Weltrangliste              | 8      | Turkmenistan       | Hojamuhammet Toýçyýew |
| IWF Weltrangliste              | 8      | Algerien           | Walid Bidani          |
| IWF Weltrangliste              | 8      | Spanien            | Marcos Ruiz           |
| IWF Weltrangliste              | 8      | Österreich         | Sargis Martirosjan    |
| IWF Weltrangliste              | 8      | Israel             | David Litvinov        |
| IWF Weltrangliste – Afrika     | 0      | –                  | –                     |
| IWF Weltrangliste – Amerika    | 1      | Vereinigte Staaten | Caine Wilkes          |
| IWF Weltrangliste – Asien      | 1      | Chinesisch Taipeh  | Hsieh Yun-ting        |
| IWF Weltrangliste – Europa     | 1      | Tschechien         | Jiří Orság            |
| IWF Weltrangliste – Ozeanien   | 1      | Neuseeland         | David Liti            |
| Neuverteilung der Quotenplätze | 2      | Ungarn             | Péter Nagy            |
| Neuverteilung der Quotenplätze | 2      | Niederlande        | Enzo Kuworge          |
| Gesamt                         | 14     | 14                 | 14                    |

## Frauen

### Bantamgewicht (bis 49 kg)
| Qualifikation über           | Plätze | Nation                  | Athletin              |
| ---------------------------- | ------ | ----------------------- | --------------------- |
| IWF Weltrangliste            | 8      | China                   | Hou Zhihui            |
| IWF Weltrangliste            | 8      | Indien                  | Saikhom Mirabai Chanu |
| IWF Weltrangliste            | 8      | Vereinigte Staaten      | Jourdan Delacruz      |
| IWF Weltrangliste            | 8      | Dominikanische Republik | Beatriz Pirón         |
| IWF Weltrangliste            | 8      | Indonesien              | Windy Cantika Aisah   |
| IWF Weltrangliste            | 8      | ROC                     | Kristina Sobol        |
| IWF Weltrangliste            | 8      | Vietnam                 | Vương Thị Huyền       |
| IWF Weltrangliste            | 8      | Belgien                 | Nina Sterckx          |
| IWF Weltrangliste            | 8      | Brasilien               | Nathasha Rosa         |
| IWF Weltrangliste – Afrika   | 1      | Mauritius               | Roilya Ranaivosoa     |
| IWF Weltrangliste – Amerika  | 1      | Kuba                    | Ludia Montero         |
| IWF Weltrangliste – Asien    | 1      | Chinesisch Taipeh       | Fang Wan-ling         |
| IWF Weltrangliste – Europa   | 1      | Frankreich              | Anaïs Michel          |
| IWF Weltrangliste – Ozeanien | 1      | Papua-Neuguinea         | Dika Toua             |
| Gastgeber                    | 1      | Japan                   | Hiromi Miyake         |
| Gesamt                       | 14     | 14                      | 14                    |

### Federgewicht (bis 55 kg)
| Qualifikation über           | Plätze | Nation            | Athletin               |
| ---------------------------- | ------ | ----------------- | ---------------------- |
| IWF Weltrangliste            | 8      | China             | Liao Qiuyun            |
| IWF Weltrangliste            | 8      | Philippinen       | Hidilyn Diaz           |
| IWF Weltrangliste            | 8      | Usbekistan        | Muattar Nabiyeva       |
| IWF Weltrangliste            | 8      | Kasachstan        | Sülfija Tschinschanlo  |
| IWF Weltrangliste            | 8      | Mexiko            | Ana López              |
| IWF Weltrangliste            | 8      | Turkmenistan      | Kristina Şermetowa     |
| IWF Weltrangliste            | 8      | Ukraine           | Kamila Konotop         |
| IWF Weltrangliste            | 8      | Südkorea          | Ham Eun-ji             |
| IWF Weltrangliste – Afrika   | 1      | Tunesien          | Nouha Landoulsi        |
| IWF Weltrangliste – Amerika  | 1      | Kanada            | Rachel Leblanc-Bazinet |
| IWF Weltrangliste – Asien    | 1      | Chinesisch Taipeh | Chiang Nien-hsin       |
| IWF Weltrangliste – Europa   | 1      | Polen             | Joanna Łochowska       |
| IWF Weltrangliste – Ozeanien | 1      | Salomonen         | Mary Kini Lifu         |
| Gastgeber                    | 1      | Japan             | Kanae Yagi             |
| Gesamt                       | 14     | 14                | 14                     |

### Leichtgewicht (bis 59 kg)
| Qualifikation über           | Plätze | Nation            | Athletin            |
| ---------------------------- | ------ | ----------------- | ------------------- |
| IWF Weltrangliste            | 8      | Chinesisch Taipeh | Kuo Hsing-chun      |
| IWF Weltrangliste            | 8      | Kolumbien         | Rosivé Silgado      |
| IWF Weltrangliste            | 8      | Ecuador           | Alexandra Escobar   |
| IWF Weltrangliste            | 8      | Vietnam           | Hoàng Thị Duyên     |
| IWF Weltrangliste            | 8      | Venezuela         | Yusleidy Figueroa   |
| IWF Weltrangliste            | 8      | Großbritannien    | Zoe Smith           |
| IWF Weltrangliste            | 8      | Frankreich        | Dora Tchakounté     |
| IWF Weltrangliste            | 8      | Armenien          | Isabella Jajljan    |
| IWF Weltrangliste            | 8      | Italien           | Maria Alemanno      |
| IWF Weltrangliste – Afrika   | 1      | Botswana          | Magdeline Moyengwa  |
| IWF Weltrangliste – Amerika  | 1      | Kanada            | Tali Darsigny       |
| IWF Weltrangliste – Asien    | 1      | Turkmenistan      | Polina Gurýewa      |
| IWF Weltrangliste – Europa   | 1      | Griechenland      | Konstantina Benteli |
| IWF Weltrangliste – Europa   | 1      | Deutschland       | Sabine Kusterer     |
| IWF Weltrangliste – Ozeanien | 1      | Australien        | Erika Yamasaki      |
| Gastgeber                    | 1      | Japan             | Mikiko Andō         |
| Gesamt                       | 14     | 14                | 14                  |

Die Griechin Benteli wurde vom Weltverband gesperrt. Gemäß der Rangliste rückte Sabine Kusterer als beste, bis dato nicht qualifizierte Europäerin, nach.

### Mittelgewicht (bis 64 kg)
| Qualifikation über           | Plätze | Nation            | Athletin              |
| ---------------------------- | ------ | ----------------- | --------------------- |
| IWF Weltrangliste            | 8      | Rumänien          | Loredana Toma         |
| IWF Weltrangliste            | 8      | Kolumbien         | Mercedes Pérez        |
| IWF Weltrangliste            | 8      | Kanada            | Maude Charron         |
| IWF Weltrangliste            | 8      | Ecuador           | Angie Palacios        |
| IWF Weltrangliste            | 8      | Großbritannien    | Sarah Davies          |
| IWF Weltrangliste            | 8      | Italien           | Giorgia Bordignon     |
| IWF Weltrangliste            | 8      | Chinesisch Taipeh | Chen Wen-huei         |
| IWF Weltrangliste            | 8      | Kuba              | Marina Rodríguez      |
| IWF Weltrangliste            | 8      | Türkei            | Nuray Levent          |
| IWF Weltrangliste – Afrika   | 1      | Tunesien          | Chaima Rahmouni       |
| IWF Weltrangliste – Amerika  | 1      | Nicaragua         | Sema Ludrick          |
| IWF Weltrangliste – Asien    | 1      | Philippinen       | Elreen Ando           |
| IWF Weltrangliste – Europa   | 1      | Deutschland       | Lisa Marie Schweizer  |
| IWF Weltrangliste – Ozeanien | 1      | Australien        | Kiana Elliott         |
| Wildcard                     | 1      | Malta             | Yasmin Zammit Stevens |
| Gesamt                       | 14     | 14                | 14                    |

Der rumänische Verband wurde aufgrund zu vieler Dopingfälle von den Spielen ausgeschlossen. Der Quotenplatz von Loredana Toma wurde anschließend neu vergeben. Die Türkin Levent qualifizierte sich über die Weltrangliste, die Deutsche Schweizer über den kontinentalen Platz für Europa.

### Halbschwergewicht (bis 76 kg)
| Qualifikation über           | Plätze | Nation             | Athletin              |
| ---------------------------- | ------ | ------------------ | --------------------- |
| IWF Weltrangliste            | 8      | Ecuador            | Neisi Dajomes         |
| IWF Weltrangliste            | 8      | Vereinigte Staaten | Katherine Nye         |
| IWF Weltrangliste            | 8      | Kolumbien          | Leydi Solís           |
| IWF Weltrangliste            | 8      | Mexiko             | Aremi Fuentes         |
| IWF Weltrangliste            | 8      | Südkorea           | Kim Su-hyeon          |
| IWF Weltrangliste            | 8      | Usbekistan         | Kumushxon Fayzullaeva |
| IWF Weltrangliste            | 8      | Ukraine            | Iryna Decha           |
| IWF Weltrangliste            | 8      | Belarus            | Darja Nawumawa        |
| IWF Weltrangliste            | 8      | Großbritannien     | Emily Godley          |
| IWF Weltrangliste – Afrika   | 1      | Kamerun            | Jeanne Gaëlle Eyenga  |
| IWF Weltrangliste – Amerika  | 1      | Kanada             | Kristel Ngarlem       |
| IWF Weltrangliste – Asien    | 1      | Libanon            | Mahassen Fattouh      |
| IWF Weltrangliste – Europa   | 1      | Schweden           | Patricia Strenius     |
| IWF Weltrangliste – Ozeanien | 1      | Neuseeland         | Megan Signal          |
| Wildcard                     | 1      | Nauru              | Nancy Genzel Abouke   |
| Gesamt                       | 14     | 14                 | 14                    |

### Schwergewicht (bis 87 kg)
| Qualifikation über             | Plätze | Nation                  | Athletin                        |
| ------------------------------ | ------ | ----------------------- | ------------------------------- |
| IWF Weltrangliste              | 8      | China                   | Wang Zhouyu                     |
| IWF Weltrangliste              | 8      | Vereinigte Staaten      | Mattie Rogers                   |
| IWF Weltrangliste              | 8      | Spanien                 | Lidia Valentín                  |
| IWF Weltrangliste              | 8      | Dominikanische Republik | Crismery Santana                |
| IWF Weltrangliste              | 8      | Ecuador                 | Tamara Salazar                  |
| IWF Weltrangliste              | 8      | Chile                   | María Fernanda Valdés           |
| IWF Weltrangliste              | 8      | Venezuela               | Naryury Pérez                   |
| IWF Weltrangliste              | 8      | Kolumbien               | Valeria Rivas                   |
| IWF Weltrangliste              | 8      | Mongolei                | Mönchdschantsangiin Anchtsetseg |
| IWF Weltrangliste – Afrika     | 1      | Kamerun                 | Clementine Meukeugni            |
| IWF Weltrangliste – Amerika    | 1      | Brasilien               | Jaqueline Ferreira              |
| IWF Weltrangliste – Asien      | 1      | Südkorea                | Kang Yeoun-hee                  |
| IWF Weltrangliste – Europa     | 1      | Frankreich              | Gaëlle Nayo-Ketchanke           |
| IWF Weltrangliste – Ozeanien   | 1      | Neuseeland              | Kanah Andrews-Nahu              |
| Neuverteilung der Quotenplätze | 1      | Moldau                  | Elena Cîlcic                    |
| Gesamt                         | 14     | 14                      | 14                              |

### Superschwergewicht (über 87 kg)
| Qualifikation über             | Plätze | Nation                  | Athletin                 |
| ------------------------------ | ------ | ----------------------- | ------------------------ |
| IWF Weltrangliste              | 8      | China                   | Li Wenwen                |
| IWF Weltrangliste              | 8      | Vereinigte Staaten      | Sarah Robles             |
| IWF Weltrangliste              | 8      | Südkorea                | Lee Seon-mi              |
| IWF Weltrangliste              | 8      | Dominikanische Republik | Verónica Saladín         |
| IWF Weltrangliste              | 8      | Großbritannien          | Emily Campbell           |
| IWF Weltrangliste              | 8      | Indonesien              | Nurul Akmal              |
| IWF Weltrangliste              | 8      | Neuseeland              | Laurel Hubbard           |
| IWF Weltrangliste              | 8      | Samoa                   | Iuniarra Sipaia          |
| IWF Weltrangliste              | 8      | Australien              | Charisma Amoe-Tarrant    |
| IWF Weltrangliste – Afrika     | 0      | –                       | –                        |
| IWF Weltrangliste – Amerika    | 1      | Kuba                    | Eyurkenia Duverger       |
| IWF Weltrangliste – Asien      | 1      | Mongolei                | Erdenebat Bilegsaikhan   |
| IWF Weltrangliste – Europa     | 1      | Belgien                 | Anna Van Bellinghen      |
| IWF Weltrangliste – Ozeanien   | 0      | —                       | —                        |
| Wildcard                       | 1      | Tonga                   | Kuinini Manumua          |
| Neuverteilung der Quotenplätze | 2      | Österreich              | Sarah Fischer            |
| Neuverteilung der Quotenplätze | 2      | Iran                    | Parisa Jahanfekrian      |
| Neuverteilung der Quotenplätze | 2      | Guatemala               | Scarleth Ucelo Marroquin |
| Gesamt                         | 14     | 14                      | 14                       |